# Albrecht Thaer
Albrecht Daniel Thaer, född 14 maj 1752 i Celle, död 26 oktober 1828 på godset Möglin nära Wriezen, var en tysk agronom.
Thaer blev medicine doktor 1774 och var en tid praktiserande läkare samt blev 1780 livmedikus vid hannoverska hovet, men övergick så småningom till lantbruksnäringen. Han inrättade en lantbruksskola i Celle, men kallades 1804 av Karl August von Hardenberg till Preussen, där han 1806 på godset Möglin inrättade ett högre lantbruksläroverk med statsunderstöd. Detta var det första i sin art och lockade lärjungar även från utlandet samt blev till förebild för andra läroanstalter av denna typ. Han utnämndes 1807 till statsråd, var 1810-19 professor i lantbrukslära vid Berlins universitet, inrättade 1811 det berömda schäferiet vid Möglin och blev 1816 generalintendent över de kungliga stamschäferierna. Han verkade mycket för tyska fåravelns förädling. Minnesmärken över honom restes 1850 i Leipzig (av Ernst Rietschel), 1860 i Berlin (av Christian Daniel Rauch) och 1873 i Celle (av Carl Ferdinand Hartzer). 
Thaer betraktas särskilt i Tyskland som grundläggaren av den rationella, d.v.s. på naturvetenskapliga och nationalekonomiska grunder byggda lanthushållningen. Till en början anslöt han sig till de i Tyskland rådande strävandena att ersätta det rådande treskiftesbruket med uteslutande sädesodling genom växelbruk utan träda med foderodling på åkern samt innefodring av kreaturen. Han var på grund av bokliga studier en varm beundrare av Englands lanthushållning.
Det var hans högt ansedda verk Einleitung zur Kenntniss der englischen Landwirthschaft (tre band, 1798-1801; tredje upplagan 1816) som ådrog honom samtidens uppmärksamhet och föranledde von Hardenberg att kalla honom till Preussen. I synnerhet genom det epokgörande och på många språk översatta verket Grundsätze der rationellen Landwirthschaft (fyra band, 1809-10; sjunde upplagan 1879-80; "Den rationela landthushållningens grundsatser", 1816-17; tredje upplagan 1861 med biografi) och Möglinsche Annalen der Landwirthschaft (1811-23) blev Thaer sin tids store läromästare i lanthushållning. I överensstämmelse med den rådande naturvetenskapliga riktningen sökte han bygga jordbrukets och husdjursskötselns teknik på naturvetenskaplig grund, men därjämte även på klara ekonomiska grundsatser, med arbete, kapital och jordegendom som samverkande produktionsfaktorer.